# Кошаир
Кошаир — река в России, протекает по Упоровскому району Тюменской области. Устье реки находится в 45 км по правому берегу реки Емуртла. Длина реки составляет 27 км.
Система водного объекта: Емуртла → Тобол → Иртыш → Обь → Карское море.

## Данные водного реестра
По данным государственного водного реестра России относится к Иртышскому бассейновому округу, водохозяйственный участок реки — Тобол от города Курган до впадения реки Исеть, речной подбассейн реки — Тобол. Речной бассейн реки — Иртыш.
Код объекта в государственном водном реестре — 14010500412111200002531.

## Населённые пункты
- Горюново
- Кашаир